# 金子志保
金子 志保（かねこ しほ、1966年12月2日 - ）は、日本の元女子バレーボール選手。

## 来歴
北海道室蘭市出身。旭川実業高校を経て、1985年に日本リーグのイトーヨーカドー（当時）に入部。
1990年、全日本メンバーに選出され、世界選手権に出場した。

## 球歴
- 全日本代表 - 1990年
- 全日本代表としての主な国際大会出場歴
  - 世界選手権 - 1990年

## 所属チーム
- 豊浦町立豊浦中学校
- 旭川実業高校
- イトーヨーカドー（1985-1991年）

## 人物・エピソード
- 中学の後輩にプロボクシング元世界チャンピオンの内藤大助がいる。